# Рейсс, Маня
Маня Рейсс (англ. Manya Reiss, кит. 马尼娅; также известна как Мария Аерова, Maria Aerova; 1900―1962) ― американский политик и общественный деятель, одна из учредителей Коммунистической партии США (КП США).
Родилась на территории Российской империи в семье русско-еврейского происхождения в 1900 году. Иммигрировала вместе с семьёй в Соединенные Штаты в 1912 году, когда ей было двенадцать лет. В США работала швеёй, ещё в юношеском возрасте увлеклась идеями коммунистов. В 1931 году отправилась на учёбу в Советский Союз в Международную ленинскую школу в Москве ― учебное заведение Коминтерна, где обучались лидеры коммунистического движения из стран Европы и Америки. После окончания курсов данного заведения начала работать в Восточном секретариате Коминтерна, после чего была отправлена с партийным заданием в поездку по Германии и Франции. Возвратилась в Соединенные Штаты в конце 1930-х годов и устроилась на работу в Отдел пропаганды Центрального комитета Коммунистической партии США, а также начала преподавать в партийной школе. В 1940 году вернулась в Москву.
В 1957 году, через несколько лет после смерти Иосифа Сталина, Маня Рейсс перевелась на работу в Пекин. Работала в периодических изданиях Ежедневник Пекина и Синьхуа.
Умерла от рака в Пекине в 1962 году и была похоронена там же на Бабаошаньском кладбище революционеров.